# André Tardieu
André Tardieu (Paris, 22 de setembro de 1876 — Menton, 15 de setembro de 1945) foi um político francês. Ocupou o cargo de primeiro-ministro da França.

## Biografia
A avó paterna de Tardieu foi a compositora e pianista Charlotte Tardieu. Andre Tardieu formou-se na elite do Lycée Condorcet. Ele foi aceito pela ainda mais prestigiosa École Normale Supérieure, mas em vez disso entrou para o serviço diplomático. Mais tarde, ele deixou o serviço e tornou-se famoso como editor de relações exteriores do jornal Le Temps. Ele fundou o jornal conservador L'Echo National em associação com Georges Mandel.
Em 1914, Tardieu foi eleito para a Câmara dos Deputados pelo departamento de Seine-et-Oise, como candidato da Aliança Democrática Republicana de centro-direita (Alliance Démocratique - AD). Ele manteve esta cadeira até 1924. De 1926 a 1936, ele representou o departamento de Territoire de Belfort.
Quando a Primeira Guerra Mundial estourou, Tardieu se alistou no exército e serviu antes de ser ferido e tornar-se inválido em 1916. Ele então retornou à política. Ele serviu como tenente de Georges Clemenceau em 1919 durante a Conferência de Paz de Paris e como Comissário para a Cooperação de Guerra Franco-Americana. Em 8 de novembro de 1919, ele se tornou Ministro das Regiões Libertadas, administrando a Alsácia e a Lorena, e serviu até a derrota de Clemenceau em 1920.
Em 1926, Tardieu voltou ao governo como Ministro dos Transportes sob Raymond Poincaré. Em 1928, mudou-se para Ministro do Interior, continuando sob o sucessor de Poincaré, Aristide Briand.
Em novembro de 1929, o próprio Tardieu sucedeu a Briand como Président du Conseil (primeiro-ministro) e permaneceu como ministro do Interior. Embora geralmente considerado um conservador, ele introduziu um programa de medidas de bem-estar, incluindo obras públicas, seguro social e ensino médio gratuito, e encorajou técnicas modernas na indústria. Em 11 de março de 1932, foi aprovada uma legislação que estabeleceu abonos de família universais para todos os assalariados no comércio e na indústria com pelo menos dois filhos.
Ele esperava substituir o antigo impasse ideológico entre a direita e a esquerda por uma divisão mais relevante baseada na economia moderna. Ele argumentou que "um capitalismo mais dinâmico secaria o marxismo das classes trabalhadoras". O objetivo de sua liderança era a prosperidade. Quando a Grande Depressão começou em 1929, seu objetivo era evitar uma depressão na França, que funcionou por vários anos. De acordo com Monique Clague, "um deflacionista obstinado ao longo dos anos 30, Tardieu, claramente não teria dado um novo acordo à França". Na eleição de 1932, "ele reconheceu a responsabilidade do Estado moderno pela cura do desemprego, mas, devotado ao franco de Poincaré, teria sacrificado o emprego em prol da manutenção do padrão ouro".
Tardieu foi deslocado de ambos os escritórios por dez dias em fevereiro-março de 1930 por Radical Camille Chautemps, mas ele voltou até dezembro. Foi então Ministro da Agricultura em 1931, Ministro da Guerra em 1932 e novamente Primeiro-Ministro (desta vez, também Ministro das Relações Exteriores), de 30 de fevereiro a 3 de junho de 1932, até que sua coalizão foi derrotada nas eleições de maio.
Como primeiro-ministro, Tardieu serviu por três (7–10 de maio de 1932) dias como presidente interino da República Francesa, entre o assassinato de Paul Doumer e a eleição de Albert Lebrun.
Ele foi brevemente um Ministro de Estado sem pasta em 1934.
Sua atividade política posterior foi amplamente voltada para conter e responder à expansão alemã.
Em seu livro de dois volumes, La Révolution à refaire, Tardieu criticou o sistema parlamentar francês.

## O Primeiro Ministério de Tardieu, 3 de novembro de 1929 - 21 de fevereiro de 1930
Ver Gabinete Tardieu I
- André Tardieu - Presidente do Conselho e Ministro do Interior
- Aristide Briand - Ministro das Relações Exteriores
- André Maginot - Ministro da Guerra
- Henri Chéron - Ministro da Fazenda
- Louis Loucheur - Ministro do Trabalho, Higiene, Assistência Social e Provisões de Segurança Social
- Lucien Hubert - Ministro da Justiça
- Georges Leygues - Ministro da Marinha
- Louis Rollin - Ministro da Marinha Mercante
- Laurent Eynac - Ministro do Ar
- Pierre Marraud - Ministro da Instrução Pública e Belas Artes
- Claudius Gallet - Ministro das Pensões
- Jean Hennessy - Ministro da Agricultura
- François Piétri - Ministro das Colônias
- Georges Pernot - Ministro das Obras Públicas
- Louis Germain-Martin - Ministro dos Correios, Telégrafos e Telefones
- Pierre Étienne Flandin - Ministro do Comércio e Indústria

## Segundo Governo de Tardieu, 2 de março - 13 de dezembro de 1930
Ver Gabinete Tardieu II
- André Tardieu - Presidente do Conselho e Ministro do Interior
- Aristide Briand - Ministro das Relações Exteriores
- André Maginot - Ministro da Guerra
- Paul Reynaud - Ministro das Finanças
- Louis Germain-Martin - Ministro do Orçamento
- Pierre Laval - Ministro do Trabalho e Provisões da Previdência Social
- Raoul Péret - Ministro da Justiça
- Jacques-Louis Dumesnil - Ministro da Marinha
- Louis Rollin - Ministro da Marinha Mercante
- Laurent Eynac - Ministro do Ar
- Pierre Marraud - Ministro da Instrução Pública e Belas Artes
- Auguste Champetier de Ribes - Ministro da Previdência
- Fernand David - Ministro da Agricultura
- François Piétri - Ministro das Colônias
- Georges Pernot - Ministro das Obras Públicas
- Désiré Ferry - Ministro da Saúde Pública
- André Mallarmé - Ministro dos Correios, Telégrafos e Telefones
- Pierre Étienne Flandin - Ministro do Comércio e Indústria

Alterações
- 17 de novembro de 1930 - Henri Chéron sucede a Péret como Ministro da Justiça.

## Terceiro Ministério de Tardieu, 20 de fevereiro - 3 de junho de 1932
Ver Gabinete Tardieu III
- André Tardieu - Presidente do Conselho e Ministro das Relações Exteriores
- Paul Reynaud - Vice-presidente do Conselho e Ministro da Justiça
- François Piétri - Ministro da Defesa Nacional
- Albert Mahieu - Ministro do Interior
- Pierre Étienne Flandin - Ministro das Finanças
- Pierre Laval - Ministro do Trabalho e Provisões da Previdência Social
- Charles Guernier - Ministro das Obras Públicas e Marinha Mercante
- Mario Roustan - Ministro da Instrução Pública e Belas Artes
- Auguste Champetier de Ribes - Ministro das Pensões e Regiões Libertadas
- Claude Chauveau - Ministro da Agricultura
- Louis de Chappedelaine - Ministro das Colônias
- Camille Blaisot - Ministra da Saúde Pública
- Louis Rollin - Ministro do Comércio, Indústria, Correios, Telégrafos e Telefones